# Brunon J. Grochal
Brunon J. Grochal (ur. 21 lipca 1942, zm. 6 lipca 2013) – polski energetyk i mechanik, specjalista w zakresie wymiany ciepła i wymienników ciepła, doktor habilitowany nauk technicznych w zakresie mechanik, profesor nadzwyczajny Uniwersytetu Warmińsko-Mazurskiego w Olsztynie i Wyższej Szkoły Gospodarczej w Bydgoszczy oraz docent Instytutu Maszyn Przepływowych im. Roberta Szewalskiego PAN.
Absolwent Politechniki Gdańskiej. Był wieloletnim pracownikiem Instytutu Maszyn Przepływowych PAN. Współzałożyciel oraz prezes Zarządu Polskiego Stowarzyszenia Pomp Ciepła.
Pochowany na Cmentarzu Srebrzysko w Gdańsku (rejon V, kwatera I dziecięca, rząd 1, grób 1).

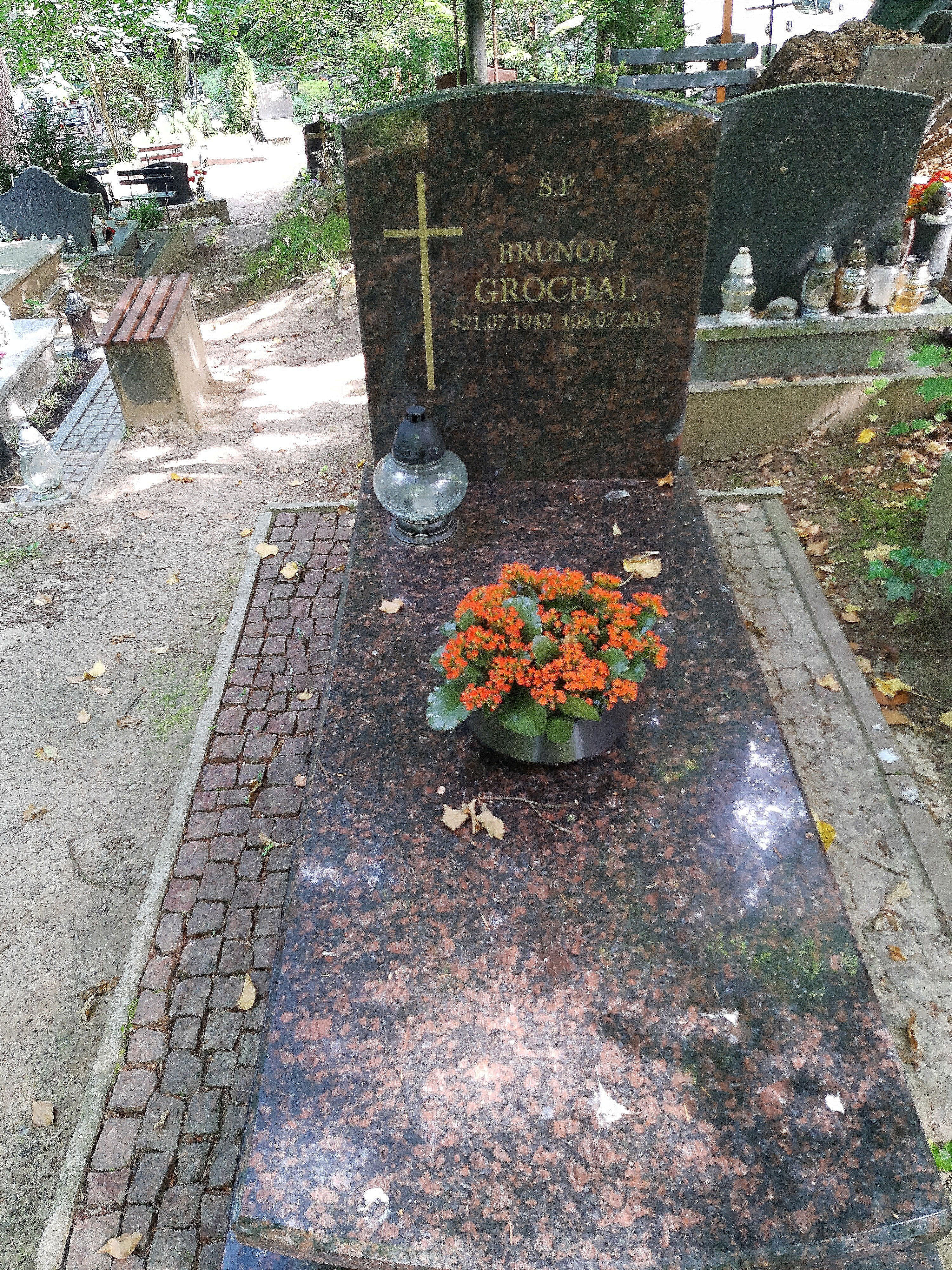
Grób prof. Brunona Grochala na cmentarzu Srebrzysko